# Håketjärnarna
Håketjärnarna är ett naturreservat i Karlsborgs kommun i Västra Götalands län.
Området är skyddat sedan 2009 och är 24 hektar stort. Reservatet är beläget 2 km nordöst om Granvik som ligger ca en mil norr om Karlsborg. Det är ett barrskogsområde i ett kraftigt kuperat spricklandskap.

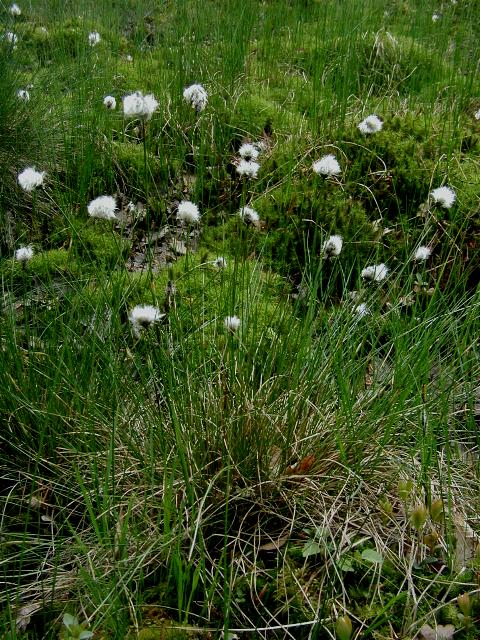
Tuvull

Naturreservatet är kuperat med höga bergsknallar, en dalgång emellan samt två små tjärnar. Tjädern trivs i området med tallskog och hällmarker. Där växer tuvull och blåbärsris. I nordöst ligger två skvattramomgivna tjärnar. I västra delen av reservatet går vandringsleden Västra Vätterleden.